# Forcipomyia luteigenua
Forcipomyia luteigenua är en tvåvingeart som beskrevs av Wirth och Gustavo R. Spinelli 1992. Forcipomyia luteigenua ingår i släktet Forcipomyia och familjen svidknott. Inga underarter finns listade i Catalogue of Life.